# Trans-Siberian Orchestra
Trans-Siberian Orchestra (с англ. — «Транс-Сибирский оркестр») — музыкальный проект композиторов Пола О’Нила и Роберта Кинкеля и вокалиста Джона Оливы (экс-Savatage), основанный в 1996 году в США. Название было взято от Транссибирской магистрали в России. Рок-оркестр смешивает тяжёлый рок с классической музыкой, исполняя неоклассический метал и симфонический рок.

## Описание
Все альбомы группы — концептуальные рок-оперы, в записи которых принимали участие звезды рок- и поп-музыки, а также живые детские хоры. Основная тема текстов и альбомов — Рождество, рождественские сказки, многие из композиций — обработки известных рождественских песен.
В состав группы-оркестра входят тридцать шесть музыкантов, в том числе четырнадцать вокалистов. Кроме Оливы, из музыкантов Savatage в группе в разное время принимали участие Эл Питрелли, Алекс Сколник, Джонни Ли Миддлтон, Крис Кейфри, Захари Стивенс и Джефф Плейт. Оркестр гастролирует по миру двумя разными составами.
С группой на постоянной основе сотрудничал известный художник Грег Хильдебрант.

## Дискография
Студийные альбомы
- Christmas Eve and Other Stories (15 октября 1996, Lava/Atlantic)
- The Christmas Attic (13 октября 1998, Lava/Atlantic)
- Beethoven’s Last Night (11 апреля 2000, Lava/Atlantic)
- The Lost Christmas Eve (12 октября 2004), Lava/Atlantic)
- Night Castle (27 октября 2009, Lava/Atlantic)
- Letters From the Labyrinth (13 ноября 2015, Republic)

Мини-альбомы
- Dreams of Fireflies (On a Christmas Night) (30 октября 2012, Lava/Republic)

DVD
- The Ghosts of Christmas Eve (13 ноября 2001, Lava/Atlantic)

Сборники
- Tales of Winter: Selections from the TSO Rock Operas (2 ноября 2004, Lava/Atlantic)

## Состав

### Руководители
- Пол О’Нил (умер 5 апреля 2017 года)[1]
- Роберт Кинкель
- Джон Олива

### Вокалисты
- Джон Олива
- Питер Шоу
- Хизер Ганн
- Эндрю Росс
- Стина Эрнандес
- Эрин Генри
- Джей Пирс
- Пэтти Руссо
- Томми Фарезе
- Барт Шатто
- Дженнифер Целла
- Стив Бродерик
- Даниэль Ландгерр
- Макс Манн
- Хлое Лоуери
- Расселл Аллен

### Рок-музыканты
- Гитаристы: Эл Питрелли, Крис Кейфри, Алекс Скольник, Ангус Кларк
- Бас-гитаристы: Джонни Ли Мидлтон, Крис Альтенхофф, Дэвид Заблидовски (умер 14 июля 2017 года)
- Ударники: Джефф Плэйт, Джонни О’Рейли

### Оркестр
- Клавишные: Ми Юн Ким, Джейн Манджини, Дерек Вейланд, Виталий Куприй (умер в 2023).

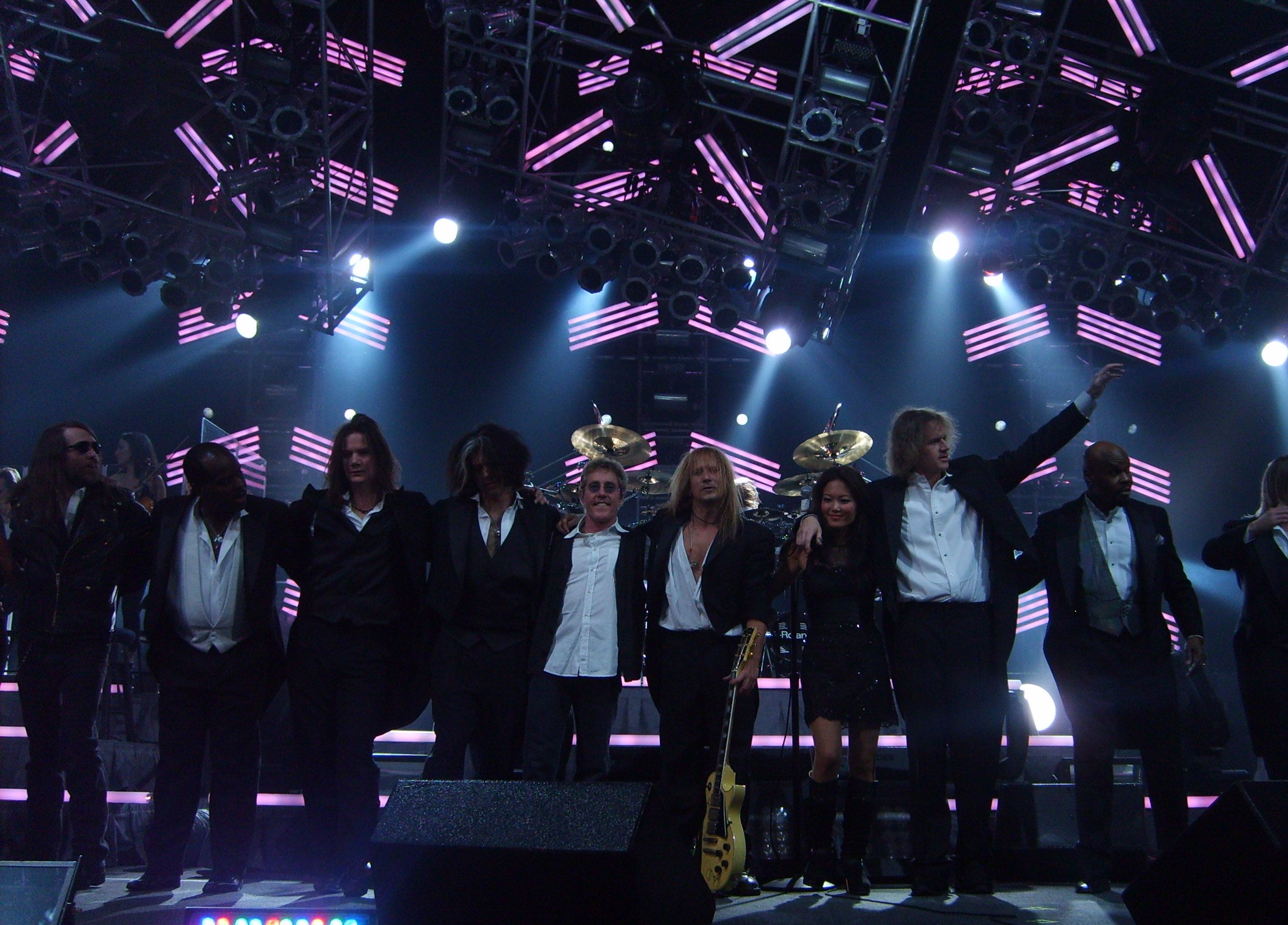
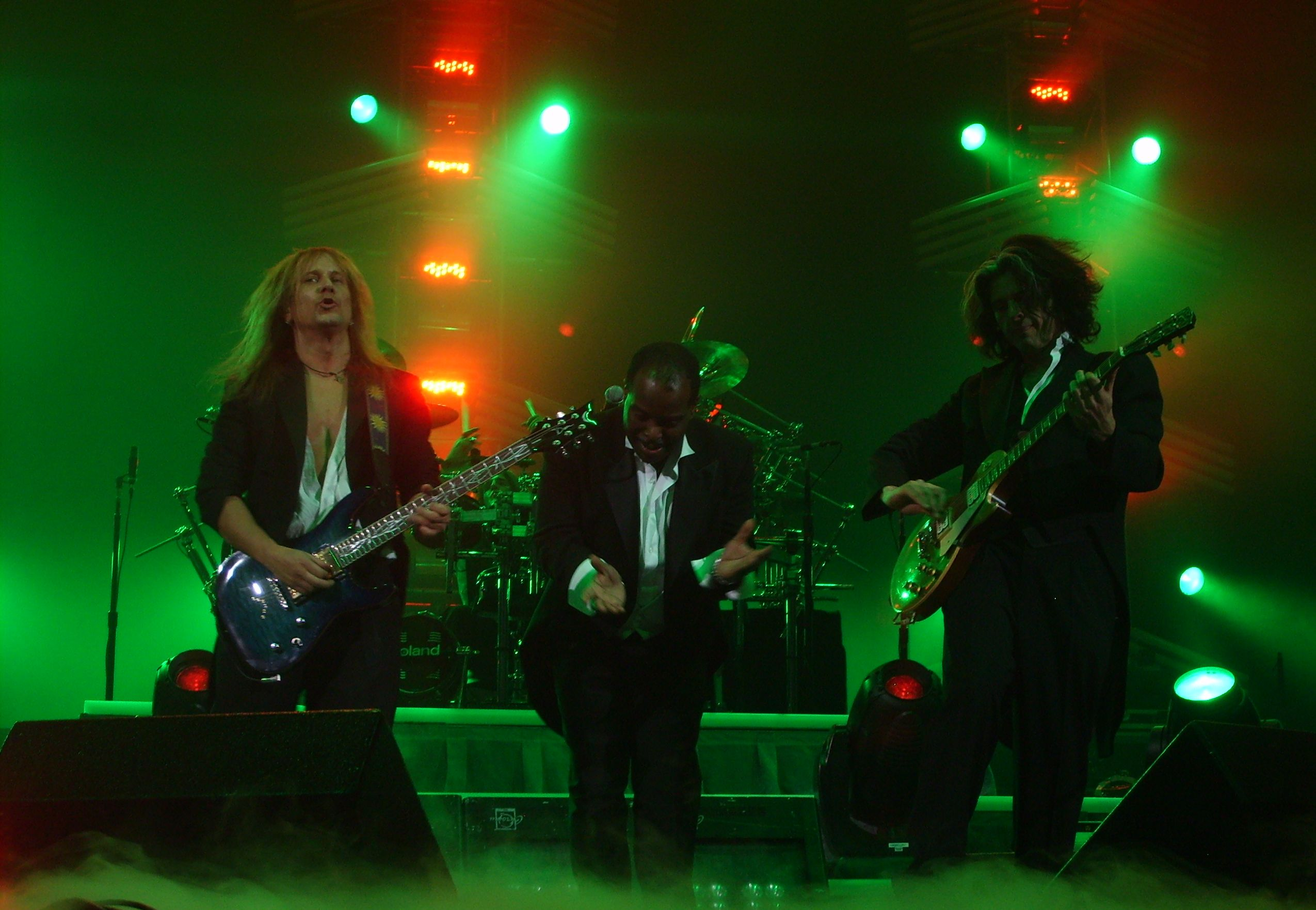
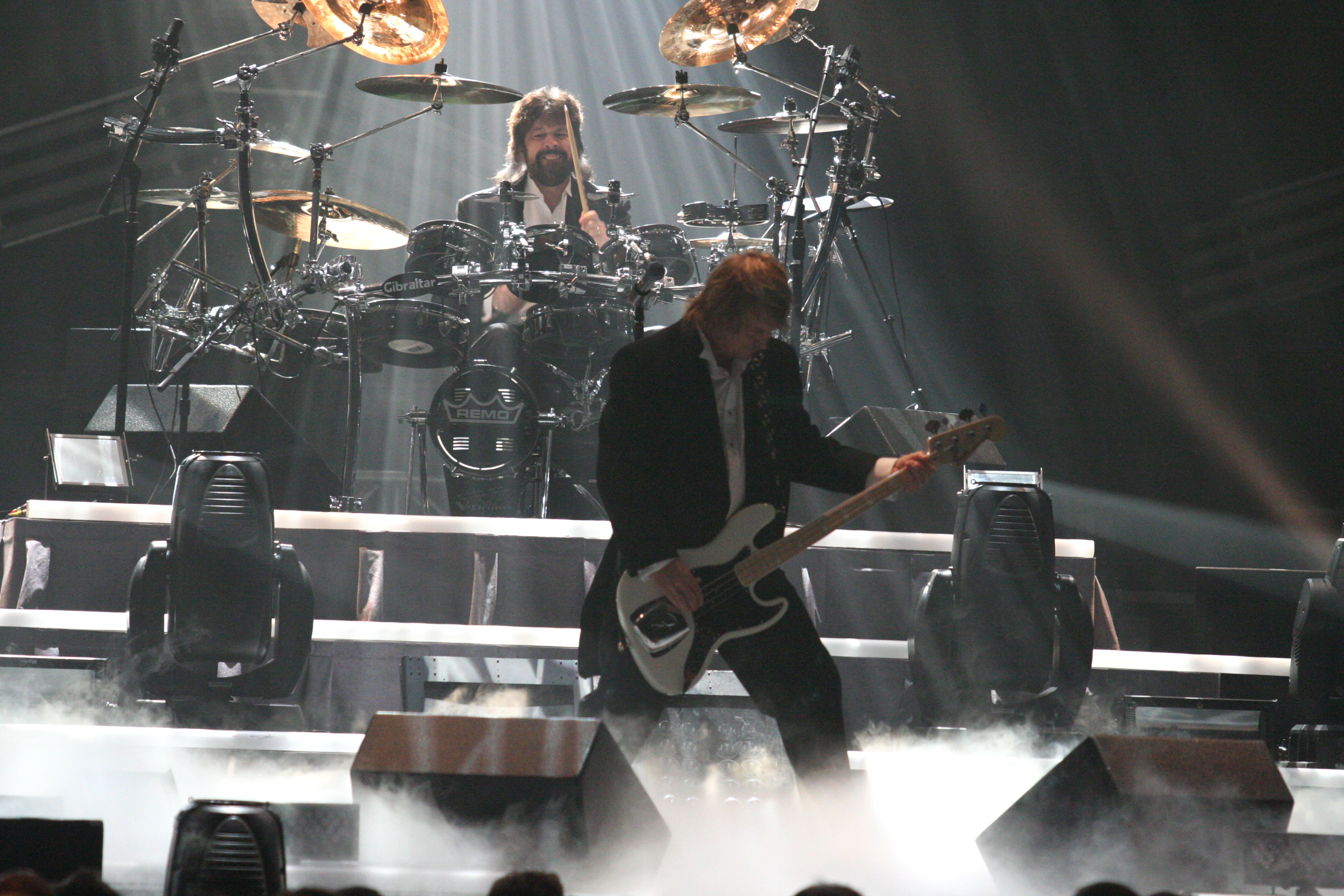

- Скрипки: Марк Вуд, Анна Фэб